# Rich Man, Poor Man (sèrie de televisió)
Rich Man, Poor Man (emesa com El rico y el pobre a Llatinoamèrica i Hombre rico, hombre pobre a Espanya) va ser una reeixida minisèrie de televisió basada en la novel·la homònima d'Irwin Shaw de 1970. La sèrie va ser produïda i transmesa als Estats Units pel canal ABC durant dotze setmanes, des de l'1 de febrer fins al març de 1976.

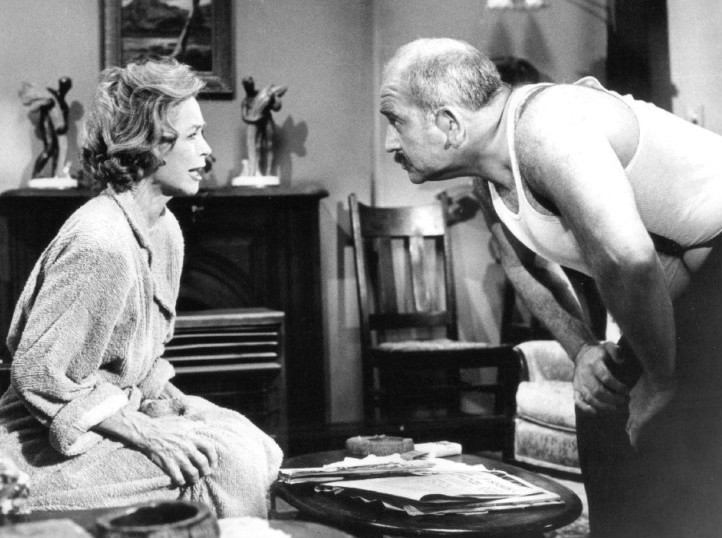
Mary i Axel Jordache.

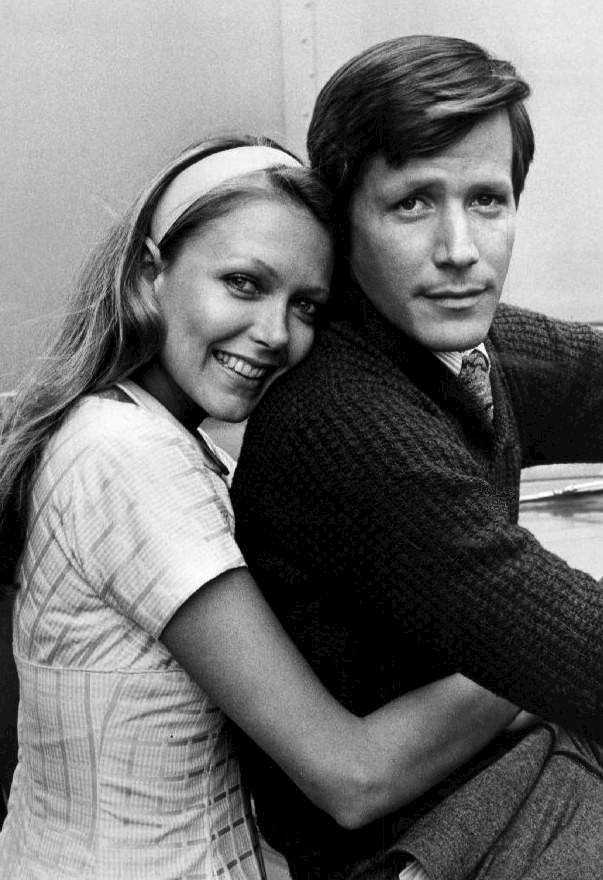
Rudy Jordache i Julie Prescott.

Els actors habituals eren Peter Strauss, Bill Bixby, Talia Shire i Fionnula Flanagan i Nick Nolte. També hi participaren Dorothy McGuire, Susan Blakely, Ray Milland, Edward Asner i Dorothy Malone.

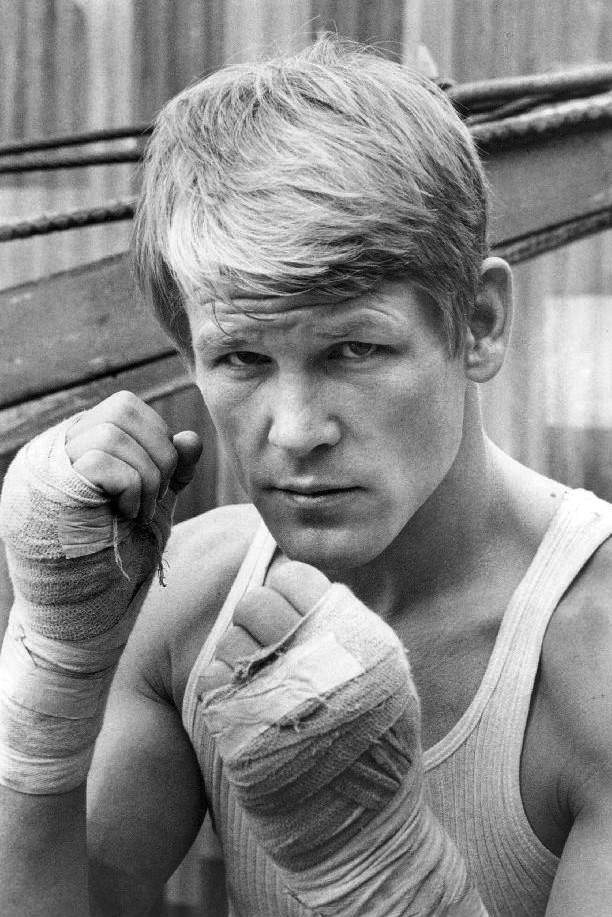
Tom Jordache.

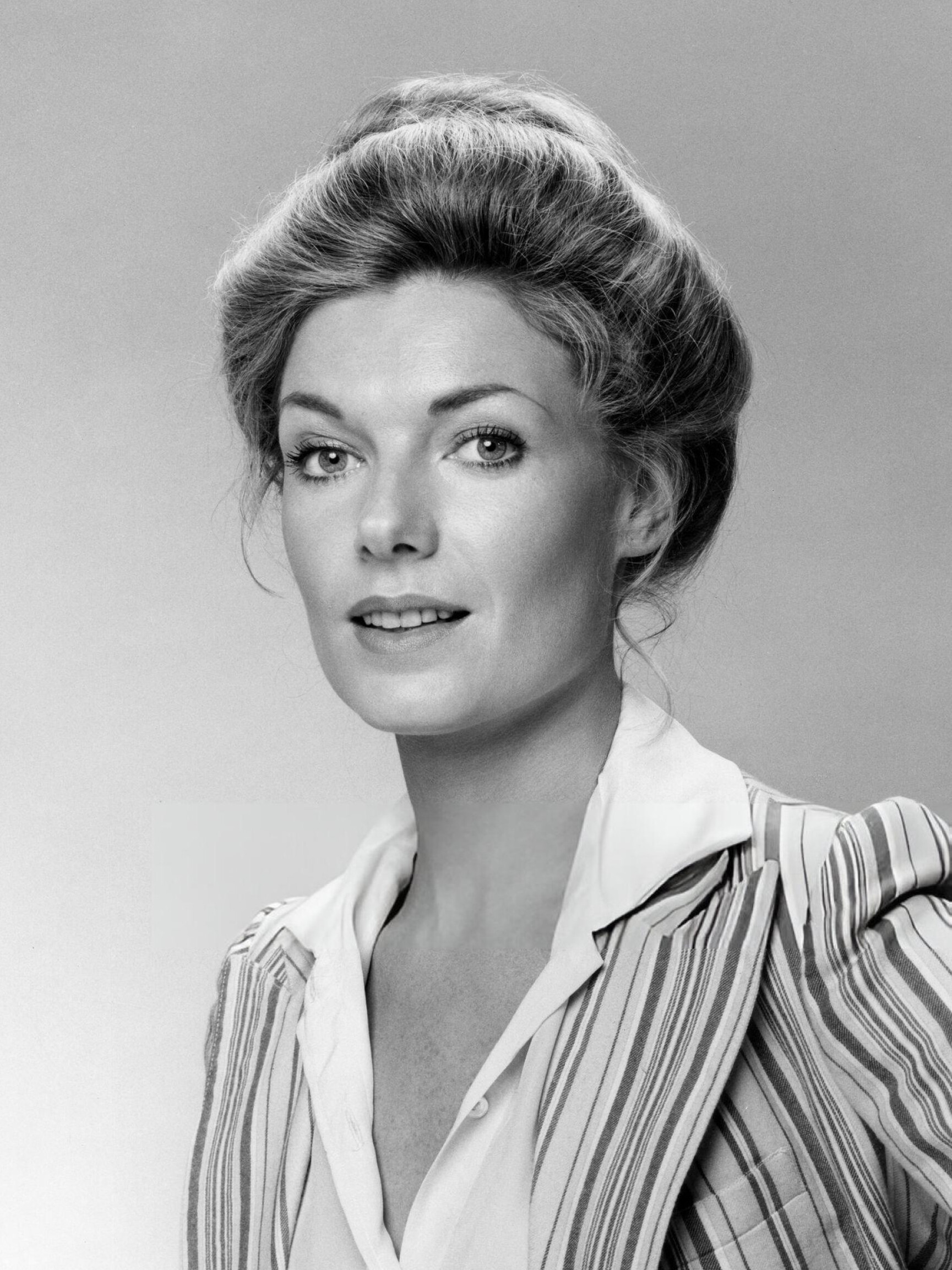
Maggie Porter.

## Argument
La història narra la vida de la família Jordache des de 1945 (la nit de la fi de la Segona Guerra Mundial) fins a 1968, i s'enfoca en els germans Rudolph i Thomas Jordache, fills d'un amargat immigrant alemany amo d'una fleca als suburbis de Nova York. Rudolph, intel·ligent i ambiciós, creix amb la ideologia d'aconseguir el somni americà i triomfar. Està enamorat de Julie Prescott i pujarà en l'escala social nord-americana dels anys 50-60 convertint-se primer en alcalde i després en senador. Thomas, per contra, és com el seu pare, buscaraons i inquiet, serà boxador, tindrà problemes amb el crim organitzat i fugirà en un buc mercant; no obstant això, contra tot pronòstic, serà Thomas el que mostri un costat més humà. També va popularitzar un actor secundari que representava el "dolent", Falconetti.

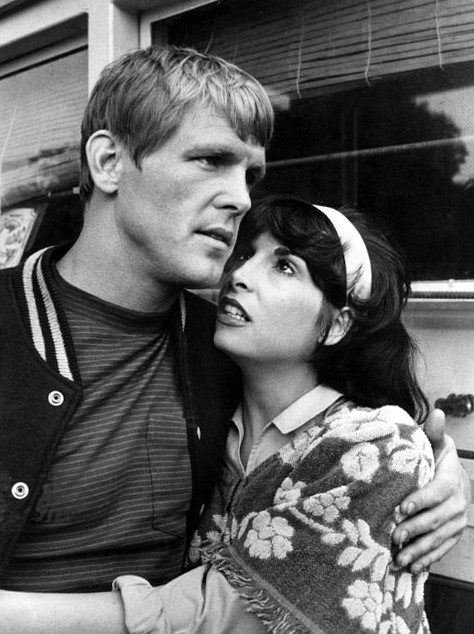
Rudy Jordache i Teresa Santoro

## Diferències amb la novel·la
Hi ha moltes diferències. La principal és que Rudolph i Thomas tenen una germana: Gretchen, que no apareix a la sèrie i Rudolph es casa amb Jean Prescott. El personatge de la sèrie, Julie Prescott té característiques de Gretchen i de Jean. En la novel·la Rudolph serà només alcalde i no senador.

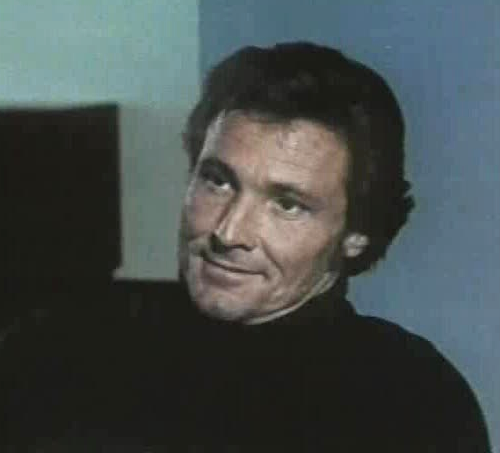
Falconetti

## Repartiment complet
- Peter Strauss. .. Rudy Jordache
- Nick Nolte. .. Tom Jordache
- Susan Blakely. . . Julie Prescott
- Edward Asner. .. Axel Jordache
- Dorothy McGuire. .. Mary Jordache
- Robert Reed. .. Teddy Boylan
- Gloria Grahame. .. Sue Prescott
- Kim Darby. .. Virginia Calderwood
- Bill Bixby. . . Willie Abbott
- Fionnula Flanagan. .. Clothilde
- Tim McIntire. .. Brad Knight
- Ray Milland. .. Duncan Calderwood
- Lawrence Pressman. .. Bill Denton
- Talia Shire. .. Teresa Santoro
- Craig Stevens. .. Asher Berg
- Norman Fell. .. Smitty
- Lynda Day George. .. Linda Quales
- George Maharis. . . Joey Quales
- Murray Hamilton. .. Sid Gossett
- Van Johnson. .. Marsh Goodwin
- Dorothy Malone. . . Irene Goodwin
- Andrew Duggan. .. Col. Deiner
- Herbert Jefferson, Jr.. .. Roy Dwyer
- Kay Lenz. . . Kate Jordache
- Leigh McCloskey. .. Billy Abbott
- Gavan O'Herlihy. .. Phil McGee
- Josette Banzet. .. Miss Lenaut
- William Smith. .. Anthony Falconetti
- Dick Sargent. .. Eddie Heath
- Dennis Dugan. .. Claude Tinker
- Michael Morgan. . . Wesley Jordache
- Dick Butkus. .. Al Fanducci

## Premis i nominacions
Premis Emmy
- Assoliment excepcional en composició musical per a una sèrie (Alex North)
- Excel·lent direcció en una sèrie teatral (David Greene)
- Destacat actor principal per a una única aparició en un drama o una sèrie de comèdia (Edward Asner)
- Magnífica interpretació d'una actriu secundària en sèries de comèdia o drama (Fionnula Flanagan)

Nominacions al Premi Emmy
- Assoliment destacat en la direcció d'art o el disseny escènic - Episodi únic d'una comèdia, un drama o una sèrie limitada
- Destinació destacada en la cinematografia per a la programació d'entreteniment d'una sèrie
- Assoliment excel·lent en el disseny de vestuari per a sèries de dramatúrgia o comèdia
- Assoliment destacat en l'edició de pel·lícules per a la programació d'entreteniments per a una sèrie (episodi del 2 de febrer)
- Assoliment excel·lent en l'edició de pel·lícules per a la programació d'entreteniments d'una sèrie (episodi del 5 de març)
- Excel·lent rendiment continuat per un actor de suport en una sèrie de dramatúrgia (Ray Milland)
- Excel·lent rendiment continuat per un actor de suport en una sèrie de dramatúrgia (Robert Reed)
- Excel·lent actuació continuada per part d'una actriu secundària en sèries dramàtiques (Dorothy McGuire)
- Destinació de la direcció en sèries dramàtiques (Boris Sagal)
- Destacat actor principal en sèries limitades (Nick Nolte)
- Destacat actor principal en sèries limitades (Peter Strauss)
- Actriu destacada en sèrie limitada (Susan Blakely)
- Sèries limitades excepcionals
- Excel·lent interpretació d'un actor secundari en sèries de comèdia o dramatúrgia (Bill Bixby)
- Magnífica interpretació d'un actor secundari en sèries de comèdia o dramatúrgia (Norman Fell)
- Excel·lent interpretació d'un actor secundari en sèries de comèdia o dramatúrgia (Van Johnson)
- Magnífica interpretació d'una actriu secundària en sèries de comèdia o dramatúrgia (Kim Darby)
- Magnífica interpretació d'una actriu secundària en sèries de comèdia o drama (Kay Lenz)
- Escriptura excepcional en una sèrie de dramatúrgia (Dean Riesner)

Globus d'Or
- Millor sèrie de televisió (Drama)
- Millor actriu de TV, Drama (Susan Blakely)
- Millor actor secundari, Televisió (Edward Asner)
- Millor actriu secundària de televisió (Josette Banzet)

Nominacions al Globus d'Or'
- Millor actor de TV, Drama (Nick Nolte)
- Millor actor de TV, Drama (Peter Strauss)